# Pilar Ribal
Pilar Ribal Simó (Barcelona) es una crítica de arte y gestora cultural feminista española cuya labor la desarrolla en Palma de Mallorca, ocupando el cargo de directora general de Patrimonio en interpretación del Ayuntamiento de Palma desde junio del año 2023.

## Trayectoria profesional
Licenciada en Historia del Arte, por la Universidad de las Islas Baleares en 1993, Master de Gstión Cultural en la Universidad Pompeu Fabra de Barcelona especialidad en gestión de patrimonio en el año 1995,  European Diploma in Cultural Project Management de la Fondation Marcel Hichter de Bruselas (1996-7)) y obtiene el Certificado en Marketing Turístico y Gestión Promocional de la Universidad de las Islas Baleares (Escuela de Turismo).
Profesora asociada de “Patrimonio Cultural” en la Universidad de las Islas Baleares desde 1998, ejerce la crítica de arte desde 1995 en importante medios nacionales como (El Mundo, El Cultural, Lápiz, Arco Noticias, Art.es, Art Investor, etc.) y trabaja como comisaria independiente para museos e instituciones nacionales e internacionales (Kunstmuseum Bonn,  Centro Cultural Andrach, etc.). Es asesora de colecciones de arte contemporáneo. Experta en Turismo Cultural y colaboradora de programas e instituciones culturales, tiene una amplia experiencia en el ámbito de la gestión cultural. Ha publicado un gran número de artículos y textos críticos sobre arte contemporáneo, así como la “Ruta del Arte”, dentro de la Colección de Guías Prácticas de Turismo Cultural, que también coordinó.
Responsable artística del museo de Palma de Mallorca Es Baluard 2003-2005), Pilar Ribal  organizó la puesta en marcha del recién creado museo inaugurado en enero del 2004. Desde diciembre de 2011 fue directora gerente de la Fundació Palma Espais d Art. Antes, La Fundació engloba los espacios expositivos Casal Solleric, Ses Voltes, el Quarter d'Intendencia y el Casal Balaguer. 
Creó y dirigió la empresa de gestión cultural denominada Artactiva con el fin de dar un servicio integral de gestión cultural desde el comisariado de exposiciones, programas artísticos, proyectos museográficos, diseño de sitios web y catálogos.  También fue, entre 2010 y 2011, Directora Artística de Espacio Atlántico, Feria de Arte Contemporáneo de Vigo en Galicia.
Trabaja y escribe sobre artistas internacionales tales como  Rebecca Horn, Fabrizio Plessi, Wolf Vostell, o Jannis Kounellis.
Algunas de las exposicio0nes comisariadasː  “Como se hacen las imágenes. El taller de Mallorca” para el Kunstmuseum Bonn y Sa Llonja de Palma de Mallorca, y “I lavattoi dell’anima” de Fabrizio Plessi en S’Aljub de Es Baluard,  Museo de Arte Moderno y Contemporáneo de Palma.